# Bernts Have
Bernts Have er et kvarter i Holbæks sydvestlige udkant, udviklet i perioden 1993-2009. Kvarteret har samlet 600 boliger, fordelt på såvel etageboliger som rækkehuse og på både almene boliger, andels- og ejerboliger. 
Masterplanen for området er tegnet af Henning Larsen, og omfatter to lange karreer, en række punkthuse og seks mindre "landsbyer". De fem landsbyområder er beboelse med forskellige beboertyper, mens den sjette huser en integreret institution. 
Området er opkaldt efter den første forstander på den nærliggende Holbæk Naturskole.
55°42′00″N 11°41′53″Ø / 55.7°N 11.698°Ø